# Febre
La febre o febra és l'augment de la temperatura corporal per sobre del que es considera normal. La temperatura normal del cos humà fluctua entre 35,5 °C i 37 °C. A l'espècie humana, es considera febre un augment de la temperatura corporal, mesurada a l'aixella, superior als 37 °C (37,5 °C mesurada al recte).
A causa del sistema immunitari poc desenvolupat que tenen, els nens són més proclius a sofrir febres elevades.
Les febres per sobre dels 40,5 °C poden alterar proteïnes de vital importància, i provoquen estrès cel·lular, infart cardíac, altres infarts, atacs paroxístics i deliris.

## Mecanisme de producció
El termòstat del cos humà és l'hipotàlem. En presència de pirògens (produïts bé per alguns teixits, bé per agents patògens), transportats per la sang des dels llocs del cos amb problemes, s'activa i s'ordena al cos que generi més calor, de manera que augmenta el metabolisme, i que la conserva, amb la qual cosa el fluid sanguini perifèric es redueix i apareix l'escalfament.

## Pirògens exògens
Els pirògens exògens són substàncies externes al malalt que provoquen febre. Pot tractar-se de microorganismes o bé toxines alliberades per aquests. En són exemples les endotoxines alliberades per alguns bacteris gramnegatius, o l'àcid lipoteicoic o peptidoglicà de bacteris grampositius, així com altres agents químics (amfotericines, fenotiazides).

### Origen microbià
- Bacteris gramnegatius
- Lipopolisacàrids
- Bacteris grampositius
- Peptidoglicans
- Exotoxines
- Fongs
- Virus
- Micobacteris
- Espiroquetes[4]

### Origen no microbià
- Complexos immunes
- Induïts per la limfocina
- Esteroides pirògens
- Polinucleòtids
- Bleomicina
- Coadjuvants sintètics
- Cristalls d'urat

## Pirògens endògens
- Els pirògens endògens són citocines que indueixen febre. Entre ells s'inclou la interleucina-1 (IL-1), IL-6, IL-8, macrophage-inflammatory protein-1 (MIP- 1) i interferó-g (IFN-g)
- Polipèptids produïts per una gran varietat de cèl·lules de l'hoste com els monòcits o macròfags, cèl·lules neoplàsiques que expliquen l'existència de febre en malignitats.

Els pirògens endògens convergeixen a una regió cerebral que regula la febre, l'àrea preòptica (POA) de l'hipotàlem anterior.
Mecanisme controversial, ja que els pirògens endògens han de travessar la barrera-hemato-encefàlica (BBB), la qual hi és impermeable. Almenys dos rutes s'evidencien: Transport actiu a través de la BBB per carrier específics per a citocines.
Transferència de missatge on la BBB té fenestracions, és a dir als òrgans circumventriculars sensorials particularment al organum vasculosum laminae terminalis (OVLT).
Però hi ha altres rutes alternatives: la circulació de citocines indueixen la generació de prostaglandina E2 (PGE-2) i potser prostaglandines F2a (PGF-2a) permeable a la BBB, el mediador putatiu més proximal a la febre, per les cèl·lules endotelials de la microvasculatura cerebral o perivascular com la microglia i macròfags meningeals.
Directament transmissió al POA dels missatges dels pirògens via aferents perifèriques (majoritàriament vagals) activat per citocines.

## Nivells de febre
- Si la temperatura axil·lar és més gran de 37 °C i menor de 38 s'anomena febrícula.
- Si la temperatura axil·lar és major o igual a 38 i menor de 40 °C s'anomena febre.
- Si és major o igual a 40 °C s'anomena hiperpirèxia. Temperatures superiors a 42 °C en l'ésser humà solen ser incompatibles amb la vida.

## Causes
La febre està relacionada habitualment amb l'estimulació del sistema immunitari de l'organisme durant una infecció i constitueix un dels símptomes del comportament associat a la malaltia. En aquest sentit, pot ser útil perquè el sistema immunitari agafi avantatge sobre els agents infecciosos, fent el cos humà menys receptiu per a la replicació de virus i bacteris, sensibles a la temperatura.
A més de les infeccions, són causa de febre l'abús d'amfetamines i l'abstinència alcohòlica en l'addicte a la beguda.

## Simptomatologia
Quan es desencadena un procés febril apareixen tota una sèrie de símptomes. Aquests són: cefalees, miàlgies, àlgies, tremolors, pèrdua de la gana, deshidratació, etc.

## Reaccions a l'ésser humà a les diferents temperatures corporals

### Calor
- 36 °C - Temperatura normal del cos, aquesta pot oscil·lar entre 36-37,5 °C
- 37 °C - Es produeix una lleugera suor amb sensació desagradable i mareig lleu.
- 39 °C - (Pirèxia) - Existeix abundant suor acompanyada de rubor, amb taquicàrdia i dispnea. Pot sorgir esgotament. Els epilèptics i els nens poden sofrir convulsions arribats aquest punt.
- 40 °C - Marejos, vertigen, deshidratació, debilitat, nàusees, vòmits, cefalea i suor profunda.
- 41 °C - (Urgència) - Tot l'anterior més accentuat, també pot existir confusió, al·lucinacions, deliris i somnolència.
- 42 °C - A més de l'anterior, el subjecte pot tenir pal·lidesa o rubor. Pot arribar al coma, amb hiper o hipotensió i una gran taquicàrdia.
- 43 °C - Normalment aquí succeeix la mort o deixa com a conseqüències diversos danys cerebrals, s'acompanya de contínues convulsions i xoc. Pot existir l'aturada cardiorespiratòria.
- 44 °C o superior - La mort és gairebé segura, això no obstant, existeixen persones que han arribat a suportar 46 °C.

### Fred
- 35 °C - S'anomena hipotèrmia quan és inferior a 35 °C - Hi ha una tremolor intensa, entumiment i coloració blavosa/grisosa de la pell.
- 34 °C - Tremolor severa, pèrdua de capacitat de moviment als dits, cianosi i confusió. Pot haver-hi canvis en el comportament.
- 33 °C - Confusió moderada, adormiment, arreflèxia, progressiva pèrdua de tremolor, bradicàrdia, dispnea. El subjecte no reacciona a certs estímuls.
- 32 °C - (Urgència) Al·lucinacions, deliri, gran confusió, molt adormissat podent arribar fins i tot al coma. La tremolor desapareix, el subjecte també pot creure que la seva temperatura és normal. Hi ha arreflèxia, o els reflexos són molt dèbils.
- 31 °C - Existeix coma, és molt estrany mantenir la consciència. Absència de reflexos, bradicàrdia severa. Hi ha possibilitat que sorgeixin greus problemes de cor.
- 28 °C - Alteracions greus de cor, poden acompanyar-se d'apnea i fins i tot aparentar o estar mort.
- 24-26 °C o inferior - Aquí la mort normalment passa per alteracions cardiorespiratòries, això no obstant, alguns pacients han sobreviscut a baixes temperatures aparentant estar morts a temperatures inferiors a 14 °C.

## Algunes menes de febre
- Febre aftosa humana
- Febre groga
- Febre del fenc
- Paludisme
- Febre de Malta o mediterrània, Malaltia de Bang (Brucel·losi humana)
- Febre eruptiva
- Febre hemorràgica vírica
- Febre intermitent
- Febre paratifoide
- Febre puerperal
- Rickettsiosi
  - Febre botonosa mediterrània
  - Tifus exantemàtic epidèmic
  - Febre de les Muntanyes Rocoses o febre tacada
  - Febre Q
- Febre reumàtica
- Febresínoca
- Febres tercianes
- Febre tifoide